# ジュゼッペ・フィリッパ
ジュゼッペ・フィリッパ（Giuseppe Filippa, 1836年11月3日 - 1905年）はイタリアの指揮者、作曲家。
現在のマルケ州フェルモ県セルヴィリアーノの生まれとされる。同州ペーザロ・エ・ウルビーノ県ペーザロの国家警備隊音楽隊（Banda della Guardia Nazionale di Pesaro）やペーザロ市吹奏楽団（Banda Municipale di Pesaro）、イタリア陸軍第65歩兵連隊軍楽隊などの指揮者を歴任した。また、1883年から1905年までペーザロのジョアキーノ・ロッシーニ音楽院（Conservatorio Statale di Musica "Gioachino Rossini"）でトランペット、コルネット、トロンボーンの教授を務めたが、1905年に同地で没した。
作品は150曲近くあり、そのほとんどは吹奏楽曲だが、日本では中野二郎の編曲によりマンドリンオーケストラ曲として今日よく演奏されている。

## 主な作品
- Marcia Funebre
パリで亡くなりペール・ラシェーズ墓地に埋葬されていたロッシーニの遺骸を1887年にフィレンツェのサンタ・クローチェ聖堂に改葬する際に作曲。
- Il Canarino Innamorato, concerto
- Il Canto della Rondine, concertino originale
- Care Memorie, valzer
- Carnevale in Quaresima, racconte caratteristico-umoristico musicale
- I Due Amici, concerto
- Festa di Campagna, sinfonia
- Frate Sfratato, polka
- Marinaresca, tarantella
- L'Oblio, marcia
- La Pesarese, sinfonia
- I Promessi Sposi, gran valzer
- Sposi Novelli, duetto di concerto
- La Terra dei Morti, sinfonia